# San Lorenzo, Las Margaritas
San Lorenzo är en ort i Mexiko.   Den ligger i kommunen Las Margaritas och delstaten Chiapas, i den sydöstra delen av landet, 900 km öster om huvudstaden Mexico City. San Lorenzo ligger 1 072 meter över havet och antalet invånare är 276.
Terrängen runt San Lorenzo är huvudsakligen kuperad, men norrut är den bergig. Runt San Lorenzo är det ganska glesbefolkat, med 47 invånare per kvadratkilometer. Närmaste större samhälle är San Isidro el Zapotal, 19,6 km söder om San Lorenzo. I omgivningarna runt San Lorenzo växer i huvudsak städsegrön lövskog.